# Charles Rosenthal
Pour les articles homonymes, voir Rosenthal.
Sir Charles Rosenthal, né le 12 février 1875 à Berrima et mort 11 mai 1954 à Green Point, est un architecte, soldat, musicien et homme politique australien. Il commande des unités dans les forces armées impériales australiennes pendant la Première Guerre mondiale. Envoyé en Europe, il est blessé de nombreuses fois et termine la guerre avec le grade de général de division. De retour en Australie, il est élu, dans les années 1920, membre de l'assemblée législative de Nouvelle-Galles du Sud et continue sa carrière militaire en parallèle. Peu avant la Seconde Guerre mondiale, il est nommé administrateur de l'île Norfolk, poste qu'il occupe jusqu'en 1945. Il termine sa vie à Sydney.

## Jeunesse
Charles Rosenthal nait le 12 février 1875 à Berrima, en Nouvelle-Galles du Sud,. Son père, Carl Johann Christian Rosenthal, est d'origine danoise et maître d'école tandis que sa mère, Emilie Clov, est d'origine suédoise,,. Il est sans doute éduqué par son père jusqu'à l'âge de 15 ans, après quoi il suit une formation d'architecte et est élu associé du Royal Victorian Institute of Architects en 1895,,. Il devient dessinateur dans la division architecturale du ministère des chemins de fer et des travaux publics de Perth,.
En parallèle, il commence une carrière militaire. En 1892, il rejoint la batterie de Geelong en tant qu'artilleur. Celle-ci fait partie de la Victorian Militia Garrison Artillery. Il la quitte cependant un an plus tard lorsqu'il déménage à Melbourne.
En 1898, après avoir fait faillite et avoir attrapé la fièvre typhoïde, il retourne dans l'est de l'Australie, d'abord à Brighton et puis à Sydney où Walter Butler (en) et G. C. Inskip lui proposent de gérer la succursale de leur cabinet d'architectes,.
En 1903, il est nommé sous-lieutenant de la Militia Garrison Artillery,.
Passionné de musique depuis son plus jeune âge, Charles est organiste et chef de chœur pour une chorale. Sa voix de basse lui vaut d'être reconnu comme bon interprète,. Sa passion fait qu'il s'intéresse, dans le cadre de son travail, à l'architecture des églises. C'est ainsi qu'en 1906, il est nommé architecte du diocèse anglican de Grafton et Armidale (en),. Il conçoit l'église St Andrew's à Lismore, St Laurence's à Barraba, et Holy Trinity à Dulwich Hill,.
En 1908, il est transféré dans l'artillerie de campagne australienne, où il est promu major,.
En 1909, il s'intéresse à l'aviation et fonde la Aerial League of Australia (ligue aérienne d'Australie) et étudie auprès de William Ewart Hart (en) dans son école d'aviation de Penrith.
En 1914, il devient commandant de la 5e brigade d'artillerie de campagne,. Ainsi, avant la guerre, il est établi comme soldat et comme architecte professionnel.

## Première Guerre mondiale
Charles Rosenthal rejoint les Forces armées impériales australiennes (AIF) en août 1914 et navigue avec le premier convoi en tant que lieutenant-colonel. Il commande la 3e brigade d'artillerie de campagne australienne. Il est présent lors du débarquement de Gallipoli le 25 avril 1915. Il est blessé à deux reprises à Gallipoli. La première fois, il est blessé au niveau de la tête, de l'arrière du bras gauche et au genou droit par un obus turque. Il est alors évacué en Égypte puis revient dans la baie ANZAC en mai 1915. Il est alors blessé par balle le mois suivant, celle-ci traversant son bras gauche. Il continue à se battre et est finalement évacué vers l'Angleterre en août 1915,. Durant sa convalescence, il apprend les techniques d'artillerie utilisées en France,. Durant le mois de novembre, il est nommé compagnon de l'ordre du Bain.
En janvier 1916, il retourne en Égypte dans sa brigade,. Il se voit confier le commandement de l'artillerie de la nouvelle 4e division australienne. Il est promu général de brigade en février 1916,. Avec ses 150 hommes, il est alors envoyé en France. Il participe aux violents combats de la Somme, de Pozières et de la ferme du Mouquet,. Il est blessé une troisième fois en décembre 1916,. Il est nommé compagnon de l'ordre de Saint-Michel et Saint-Georges en janvier 1917.
Afin de pallier un manque d'expérience avec l'infanterie, Charles Rosenthal se voit confier le commandement la 9e brigade d'infanterie (en).

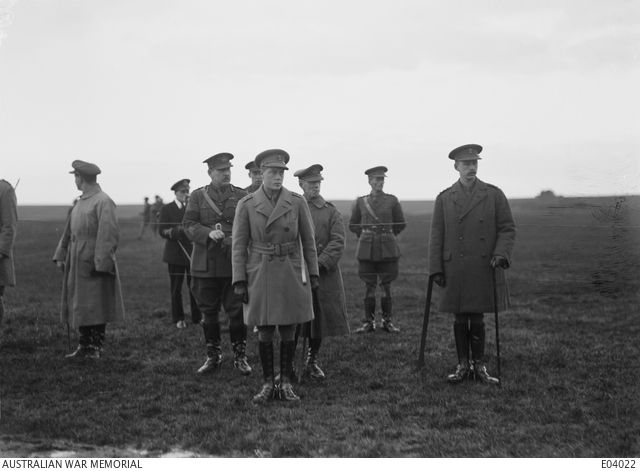
Le prince de Galles Édouard (centre) avec Charles Rosenthal (à gauche du prince) regardant la parade de la cinquième brigade d'infanterie australienne le 24 décembre 1918.

Il est gazé en octobre 1917 à Passchendaele sur la ligne de front, aimant motiver ses troupes et se trouver au plus près des combats. Il rejoint sa brigade en janvier 1918. Durant ce mois de janvier, il dirige momentanément la 1re division australienne et puis la 3e division australienne durant quelques jours en mars. Il reçoit, pour son commandement, l'Ordre du Service distingué en juin 1918.
Le 22 mai 1918, il est nommé au commandement de la 2e division et promu général de division,. Il prend part à l'attaque du Hamel. Il est blessé pour la quatrième fois en 1918 par un tireur embusqué lors d'une reconnaissance de jour,. Il reprend du service en août et participe à la bataille du mont Saint-Quentin,.
Charles Rosenthal se rend en Angleterre en mars 1919 pour commander tous les dépôts de l'AIF pendant le rapatriement des troupes. Il retourne en Australie en janvier 1920,. Il devient chevalier commandeur de l'ordre du Bain et reçoit la légion d'honneur en 1919,. Il a reçu en 1917 la Croix de Guerre belge et en 1918 la française.

## Carrière d'après-guerre
Après la guerre, Charles Rosenthal envisage de ne pas reprendre sa profession d'architecte, mais il le fait tout en menant une vie publique active et sa carrière militaire.
De 1921 à 26 et également de 1932 à 37, il est commandant de la 2e division,. Il est conseiller municipal de Sydney de 1921 à 1924 et président de la commission des travaux,. Il est également membre du parti nationaliste d'Australie pour Bathurst à l'assemblée législative de Nouvelle-Galles du Sud entre 1922 et 1925 et membre du conseil législatif de Nouvelle-Galles du Sud de 1936 à 1937,. Il est deux fois président de l'Institut des architectes de Nouvelle-Galles du Sud de 1926 à 1930 et est également président du conseil fédéral des Instituts des architectes australiens entre 1925 et 1928. Il est de plus président de l'Australian Museum, à Sydney,.
En 1930, pendant la Grande Dépression en Australie, il est à nouveau déclaré en faillite,.
En 1937, il accepte le poste d'administrateur de l'île Norfolk, qu'il gouverne pendant toute la durée de la Seconde Guerre mondiale, jusqu'en 1945. Avant la guerre, et malgré ses difficultés financières, il continue à promouvoir l'éducation et l'action de la Croix-Rouge. Entre autres activités, il lève une unité d'infanterie volontaire durant la guerre,.
De 1945 à 1947, il continue de vivre sur l'île, sans mandat politique,. Il retourne ensuite à Sydney,.

## Décès
Sa santé s'amenuise à partir des années 1950. Il est souvent hospitalisé, souffrant d'une néphrite chronique. Il meurt le 11 mai 1954 à Green Point (en),. Sa crémation a lieu avec les honneurs militaires à la cathédrale Saint-André de Sydney,.

## Vie privée
Charles Rosenthal se marie le 11 septembre 1897 avec Harriet Ellen (Nellie) Burston à Brighton. Ils ont trois fils, dont A. S. Rosenthal, officier de la marine royale australienne et décoré plusieurs fois. Sa femme décède en 1952 et il se remarie avec Sarah Agnes Rosborough le 22 juillet 1953 à Sydney.

## Dans la culture populaire
Charles Rosenthal a peut-être inspiré l'écrivain britannique D.H. Lawrence, pour son chef militaire autoritaire Benjamin Cooley dans le roman Kangaroo (Londres, 1923). En 1921, Charles est le secrétaire fondateur, puis le président de la The King and Empire Alliance, avec laquelle Robert Darroch affirme que D.H. Lawrence a été en contact, probablement par l'intermédiaire de W. J. R. Scott. Il a également allégué que Charles Rosenthal était impliqué dans la Old Guard (en), une milice secrète anti-communiste, mise en place par le gouvernement de Bruce.